# Neon Nights
Neon Nights é o quarto álbum de estúdio lançado pela cantora australiana de dance-pop Dannii Minogue. Foi lançado pela London Records em 17 de março de 2003, e foi primeiramente produzido por Ian Masterson, Korpi & Blackcell, Neïmo e Ronald Terry. Foi re-lançado em novembro de 2007 com um disco bônus de remixes.

## Faixas
1. "Put the Needle on It" (Henrik Korpi, Mathias Johansson, Karen Poole, Dannii Minogue) - 3:24

2. "Creep" (Korpi, Johansson, Poole, Minogue) - 3:28

3. "I Begin to Wonder" (Dacia Bridges, Olaf Kramolowsky, Jean-Claude Ades, Minogue, Ian Masterson) - 3:40

4. "Hey! (So What)" (Hannah Robinson, Julian Gingell, Barry Stone) - 3:32

5. "For the Record" (Korpi, Johansson, Poole, Minogue) - 3:21

6. "Mighty Fine" (Gil Cang, E. Winstanley, Sekou Bunch, Thomas Brown,
Thomassina Smith) - 3:55

7. "On the Loop" (Bruno Alexandre, Camille Troillard, Minogue, Matthieu Joly, Terry Ronald) - 3:28

8. "Push" (Minogue, Masterson, Ronald, John Guldberg, Tim Stahl) - 3:21

9. "Mystified" (Masterson, Ronald, Minogue) - 3:43

10. "Don't Wanna Lose This Feeling" (Alexandre, Troillard, Minogue, James Khari, Joly, Ronald) - 3:31

11. "Vibe On" (Savan Kotecha, J. Bjorklund, Minogue) - 3:40

12. "A Piece of Time" (Alexandre, Troillard, Minogue, Joly, Ronald) - 3:22

13. "Who Do You Love Now?" (H. Pulmann, G. van Vlaanderen, Victoria Horn) - 3:26

14. "It Won't Work Out"/"Come and Get It" (Sebastian Krieg Remix) (Masterson, Ronald, Minogue/Ades, Minogue, Robinson) - 12:37